# HD 107148
HD 107148は、おとめ座の方向に約161光年の距離にある連星系である。8等星の主系列星と、白色矮星とで構成される、連星間距離の長い連星である。主系列星の周りには、2つの太陽系外惑星が発見されている。

## 特徴
| 太陽 | HD 107148 |
| ---- | --------- |
| 太陽 | Exoplanet |

HD 107148はG型主系列星で、中間的なG型といわれていたが、推定される物理量からはG1 V型に分類される。質量、半径はいずれも、太陽より1割程度大きい。表面の有効温度はおよそ5,830 Kで、光度は太陽より3割程度高い。金属量は太陽より豊富で、年齢は大体35億年と見積もられている。
2012年、HD 107148の南に35秒離れた位置にある17等星が、HD 107148と固有運動を共有する伴星で白色矮星ではないかと指摘された。2014年には、相対位置の継時変化から、この17等星が見かけだけの関係である可能性は棄却され、連星であることが認められた。併せて、赤色矮星や褐色矮星と考えるには色が青いことから、白色矮星であることも認められた。この白色矮星HD 107148 BはDA型に相当するとみられ、表面の有効温度はおよそ6,150 K、質量が太陽の6割程度、核融合を終えてから21億年程度が経過したとみられる。前駆天体は太陽の2倍近い初期質量があったと予想され、かつてはHD 107148 Bの方が系の主星であった。

## 惑星系
2006年、HD 107148の周りで視線速度法により、系外惑星HD 107148 bが発見された。HD 107148 bは、土星程度の質量で、親星の周りをおよそ44日周期で公転しているとされた。その後、発見者グループは観測を増やして公転周期をおよそ77日と改定、44日周期は誤認かと思われた。
2021年には、更に蓄積された視線速度から、HD 107148 bの公転周期が77日であることが確認され、また、別の周期の惑星も新たに発見された。第2の惑星HD 107148 cは、質量が海王星程度で、公転周期は約18.3日である。
| 名称 （恒星に近い順） | 質量                   | 軌道長半径 （天文単位） | 公転周期 (日)          | 軌道離心率      | 軌道傾斜角 | 半径 |
| --------------------- | ---------------------- | ----------------------- | ---------------------- | --------------- | ---------- | ---- |
| c                     | ≥0.068+0.004 −0.005 MJ | 0.1415 ± 0.0015         | 18.3270+0.0008 −0.0016 | 0.40+0.04 −0.08 | —          | —    |
| b                     | ≥0.196 ± 0.009 MJ      | 0.3692+0.0037 −0.0038   | 77.185+0.01 −0.025     | 0.15+0.02 −0.06 | —          | —    |